# Spidergawd
Spidergawd ist eine norwegische Hard-Rock-/Heavy-Metal-Band aus Trondheim.

## Geschichte
Die Band wurde im Jahre 2013 als Nebenprojekt der beiden Motorpsycho-Musiker Bent Sæther (Bass) und Kenneth Kapstad (Schlagzeug) gegründet. Komplettiert wurde die erste Besetzung durch den Sänger und Gitarristen Per Borten und den Saxophonisten Rolf Martin Snustad. Am 31. Januar 2014 wurde über Crispin Glover Records das selbst betitelte Debütalbum veröffentlicht, das beim Spellemannprisen 2014 in der Kategorie Rock nominiert wurde. Der Preis ging jedoch an die Band The Cheaters. Am 16. Januar 2015 folgte das zweite Studioalbum Spidergawd II. Im gleichen Jahr wurden Spidergawd mit dem Bendiksenprisen ausgezeichnet, einem vom norwegischen Kulturministerium vergebenen und mit 100.000 Kronen dotierten Musikpreis. Das am 22. Januar 2016 veröffentlichte Album Spidergawd III brachte der Band mit Rang 24 in ihrem Heimatland die erste Chartplatzierung. Ebenfalls 2016 verließ das Gründungsmitglied Bent Sæther Spidergawd und wurde durch Hallvard Gaardløs ersetzt.
Das vierte Studioalbum Spidergawd IV erschien am 24. Februar 2017 und verfehlte die norwegischen Albumcharts. Der jährliche Veröffentlichungsrhythmus wurde für das fünfte Studioalbum unterbrochen. Spidergawd V erschien am 11. Januar 2019 und erreichte Platz 33 der norwegischen Albumcharts. Im Jahre 2021 stieg mit Brynjar Takle Ohr, dem Bruder des Kvelertak-Schlagzeugers Håvard Takle Ohr, ein zweiter Gitarrist in die Band ein. Das sechste Studioalbum Spidergawd VI erschien am 17. Dezember 2021 und wurde von den deutschen Magazinen Rock Hard und Visions zum Album des Monats gewählt.

## Stil
Die Musik von Spidergawd wird in der Regel als Hard Rock und Heavy Metal, gelegentlich auch als Bluesrock, Stoner Rock oder Psychedelic Rock bezeichnet. Zu ihren Haupteinflüssen zählen die Musiker Bands wie Thin Lizzy, Judas Priest und Iron Maiden. Michael Rensen vom deutschen Magazin Rock Hard beschrieb den Klang des zweiten Albums, als „hätten sich Humble Pie, Kyuss, die Backyard Babies und Motorpsycho […] zu einer inspirierten Session mit einem Jazz-Saxofonisten getroffen.“ Jan Schwarzkamp vom Magazin Visions schrieb über das gleiche Album, das es „perfekte Songs zwischen altem Blues, MC5-Protopunk und Thin-Lizzy-Hymnenhaftigkeit“ enthalte. Sein Kollege Carsten Sandkämper schrieb über das vierte Album, dass Bands wie Thin Lizzy, Blue Cheer und Judas Priest von wohlzitierten Einflüssen zum Ausgangspunkt eines jeden Songs geworden seien. Ab dem fünften Album kamen Einflüsse aus der New Wave of British Heavy Metal hinzu. Für Dennis Drögemüller vom Magazin Visions würde man „den alten Sound nur selten so lebendig und auf das Wesentliche eingedampft wie bei den Norwegern zu hören“ bekommen.

## Diskografie

### Alben
| Jahr | Titel Musiklabel                      | Höchstplatzierung, Gesamtwochen, AuszeichnungChartsChartplatzierungen (Jahr, Titel, Musiklabel, Platzierungen, Wochen, Auszeichnungen, Anmerkungen) | Anmerkungen                             |
| Jahr | Titel Musiklabel                      | NO | Anmerkungen                             |
| ---- | ------------------------------------- | --- | --------------------------------------- |
| 2014 | Spidergawd Crispin Glover Records     | — | Erstveröffentlichung: 31. Januar 2014   |
| 2015 | Spidergawd II Crispin Glover Records  | — | Erstveröffentlichung: 16. Januar 2015   |
| 2016 | Spidergawd III Crispin Glover Records | NO24 (1 Wo.)NO | Erstveröffentlichung: 22. Januar 2016   |
| 2017 | Spidergawd IV Crispin Glover Records  | — | Erstveröffentlichung: 24. Februar 2017  |
| 2019 | Spidergawd V Crispin Glover Records   | NO33 (1 Wo.)NO | Erstveröffentlichung: 11. Januar 2019   |
| 2021 | Spidergawd VI Crispin Glover Records  | NO36 (1 Wo.)NO | Erstveröffentlichung: 17. Dezember 2021 |
| 2023 | Spidergawd VII Crispin Glover Records | — | Erstveröffentlichung: 10. November 2023 |

## Auszeichnungen
| Jahr | Kategorie | für        | Resultat |
| ---- | --------- | ---------- | -------- |
| 2015 | –         | Spidergawd | Gewonnen |

| Jahr | Kategorie | für        | Resultat  |
| ---- | --------- | ---------- | --------- |
| 2014 | Rock      | Spidergawd | Nominiert |